# Іншушинак-сункір-наппірір
Іншушинак-сункір-наппірір (сер. XV ст. до н. е.) — сункір (цар) Суз (Еламу).

## Життєпис
Син або інший родич сункіра Кідіну. Заврешив розпочату попередником боротьбу за об'єднання Еламу, відвоювавши місто Сузи. Протягом усього часу дотримувався мирних відносин з вавилонським царем Улам-Буріашем, номінально визнавши його зверхність.
Багато уваги приділяв відродженню держави, що відбилося в ремонтних і реставраційних роботах храмів й палаців. Він відомий з написів на цеглах із Сузи, на яких він повідомляє, що він відремонтував храм верховного бога Іншушинака в Сузахї. До кінця панування став титулюватися лише як «цар Суз». Можливо допомагав в походах вавилонському цареві Агуму III.
Помер десь до 1450 року до н. е. Йому спадкував Тан-Рухуратер II.